# Jobst Conrad Rømeling (diplomat)
 Der er flere personer med dette navn, se Jobst Conrad Rømeling (officer).
Just (Jobst) Conrad Rømeling (2. august 1750 – 15. september 1819) var en dansk officer og diplomat.
Rømeling var søn af gehejmestatsminister Hans Henrik Rømeling. Han var kammerherre, major, generaladjudant, dansk gesandt i Eutin og Storkorsridder af Dannebrogordenen.